# Pour le piano
Pour le piano (Per il piano), Op. 95, è una suite per pianoforte solista di Claude Debussy. Si compone di tre movimenti composti individualmente, Prélude, Sarabande e Toccata. La suite fu completata e pubblicata nel 1901. Fu presentata per la prima volta l'11 gennaio 1902 alla Salle Érard, interpretata da Ricardo Viñes. Maurice Ravel orchestrò il movimento centrale.
Considerata la prima composizione matura per pianoforte di Debussy, la suite è stata incisa spesso. Bärenreiter ne ha pubblicato un'edizione critica nel 2018, in occasione del centenario della morte di Debussy.

## Storia

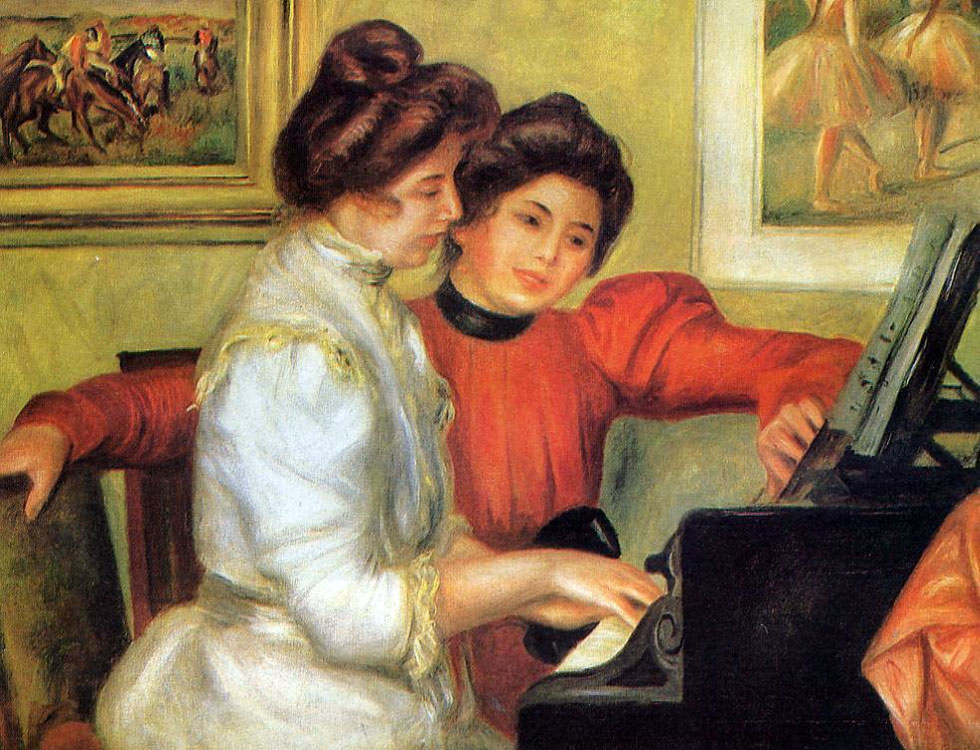
Pierre-Auguste Renoir: Yvonne et Christine Lerolle au piano, 1897–1898, Museo dell'Orangerie

Claude Debussy ha composto i tre pezzi che formano la suite in momenti diversi. Il secondo movimento, una sarabanda, risale all'inverno del 1894, quando apparteneva alla suite Images oubliées, dedicata a Yvonne Lerolle, figlia di Henry Lerolle. Debussy compose poca musica per pianoforte durante gli anni 1890 e si concentrò sulla musica lirica e orchestrale. Completò la suite nel 1901, rivedendo Sarabande. Dedicò anche la versione rivista di Sarabande, così come il terzo movimento, Toccata, a Yvonne Lerolle, ora signora E. Rouart. La suite fu pubblicata nel 1901 da Eugène Fromont. Fu presentata in anteprima l'11 gennaio 1902 alla Salle Érard di Parigi dalla Société Nationale de Musique. Il pianista era Ricardo Viñes, che aveva saputo della suite dal suo amico Maurice Ravel.
Pour le piano segnò una svolta nello sviluppo creativo di Debussy, che da quel momento si rivolse a una prolifica produzione di musica per pianoforte.
In occasione del centenario della morte di Debussy, Bärenreiter ha pubblicato nel 2018 un'edizione critica di alcuni dei suoi brani per pianoforte, tra cui Pour le piano. L'editore fece notare che le parti "improvvisate e fuggitive" delle composizioni di Debussy erano in realtà "governate da un'ideazione formale calibrata con precisione" che lasciava "poco spazio al caso".

## Struttura e musica
Pour le piano è stato considerato il primo lavoro maturo per pianoforte di Debussy. La suite è composta da tre movimenti:
1. Prélude
2. Sarabande
3. Toccata

Il primo movimento, chiamato Prélude, è annotato "Assez animé et très rythmé" (Abbastanza animato e molto ritmato). Era dedicato alla studentessa di Debussy, M.lle Worms de Romilly, che osservò che il movimento "evoca in modo rivelatore il gong e la musica di Giava". La pianista Angela Hewitt rimarca che Prélude inizia con un tema nei bassi, seguito da un lungo passaggio con il pedale. Il tema si ripete negli accordi segnati fortissimo, insieme ai passaggi glissando che Debussy collegava a "d'Artagnan che estrae la sua spada". In una sezione centrale, la mano sinistra tiene un passaggio col pedale in mi bemolle maggiore, a cui la mano destra aggiunge colori. La conclusione è segnata "Tempo di cadenza", sempre con passaggi glissando.
Sarabande è annotato "Avec une élégance grave et lente" (Con un'eleganza lenta e solenne). Debussy disse che avrebbe dovuto essere "piuttosto come un vecchio ritratto del Louvre". Émile Vuillermoz ha descritto l'esecuzione del movimento di Debussy come "con la facile semplicità di un bravo ballerino del XVI secolo". Hewitt lo definisce "antico e moderno allo stesso tempo". Il movimento è stato considerato come "tra la musica più intima per tastiera", mostrando un'affinità con Erik Satie come le sue tre danze del 1887 chiamate Sarabandes.
L'ultimo movimento è una toccata, marcata "Vif" (vivace). È stata descritta come "composta ed energica, estroversa e aggraziata" e mostra influenze delle sonate di Scarlatti. Hewitt a proposito della scrittura virtuosistica fa notare che la velocità da sola non era l'obiettivo di Debussy, ma piuttosto la chiarezza.
Un recensore ha descritto la suite come "forse prefigurasse il Debussy neoclassico che emerse nei suoi ultimi anni".

## Incisioni
Pour le piano è stato registrato spesso, a volte nelle incisioni di tutta la musica per pianoforte di Debussy, come da Walter Gieseking negli anni '50 e Noriko Ogawa negli anni 2010. Angela Hewitt lo ha registrato, insieme ad altre musiche di Debussy, nel 2011. Diverse incisioni di diversi pianisti sono state pubblicate nel 2018, anno del centenario della morte del compositore, tra cui quella Jörg Demus, Peter Frankl, Rafał Blechacz e Samson François come parte di registrazioni delle opere pianistiche complete del compositore.